# (5467) 1988 AG
1988 أي جي (ويعرف أيضًا باسم (5467) 1988 أي جي وفق تسمية الكوكب الصغير) (بالإنجليزية: 1988 AG)‏ هو كويكب ضمن حزام الكويكبات؛ وترتيبه 5467 من حيث الاكتشاف.
اكتُشف هذا الجُرم الفلكي بواسطة Tsutomu Hioki ‏ في 11 يناير 1988.

## وصلات خارجية
- (5467) 1988 AG في قاعدة بيانات مختبر الدفع النفاث لأجرام النظام الشمسي الصغيرة

- الاكتشاف · مخطط المدار ·  العناصر المدارية · المعلمات المادية

- (5467) 1988 AG على موقع ويكي سكاي: DSS2, SDSS, GALEX, IRAS, Hydrogen α, X-Ray, Astrophoto, Sky Map, Articles and images